# العلاقات الوسط إفريقية المنغولية
العلاقات الوسط أفريقية المنغولية هي العلاقات الثنائية التي تجمع بين جمهورية أفريقيا الوسطى ومنغوليا.

## مقارنة بين البلدين
هذه مقارنة عامة ومرجعية للدولتين:
| وجه المقارنة                                              | جمهورية أفريقيا الوسطى      | منغوليا         |
| --------------------------------------------------------- | --------------------------- | --------------- |
| المساحة (كم2)                                             | 622.98 ألف                  | 1.57 مليون      |
| عدد السكان (نسمة)                                         | 4.66 مليون                  | 3.08 مليون      |
| الكثافة السكانية (ن./كم²)                                 | 7.48                        | 1.96            |
| العاصمة                                                   | بانغي                       | أولان باتور     |
| اللغة الرسمية                                             | لغة فرنسية، اللغة السانغوية | اللغة المنغولية |
| العملة                                                    | فرنك وسط أفريقي             | توغروغ منغولي   |
| الناتج المحلي الإجمالي (بليون دولار)                      | 1.95 مليار                  | 11.49 مليار     |
| الناتج المحلي الإجمالي (تعادل القوة الشرائية) بليون دولار | 3.03 مليار                  | 36.16 مليار     |
| الناتج المحلي الإجمالي الاسمي للفرد دولار أمريكي          | 323                         | 3.97 ألف        |
| الناتج المحلي الإجمالي للفرد دولار أمريكي                 | 594                         | 11.95 ألف       |
| مؤشر التنمية البشرية                                      | 0.350                       | 0.727           |
| رمز المكالمات الدولي                                      | +236                        | +976            |
| رمز الإنترنت                                              | .cf                         | .mn             |
| المنطقة الزمنية                                           | ت ع م+01:00                 | ت ع م+08:00     |

## منظمات دولية مشتركة
يشترك البلدان في عضوية مجموعة من المنظمات الدولية، منها:
| علم المنظمة | اسم المنظمة                               | تاريخ انضمام جمهورية أفريقيا الوسطى | تاريخ انضمام منغوليا |
| ----------- | ----------------------------------------- | ----------------------------------- | -------------------- |
|             | مؤسسة التنمية الدولية                     | 27 أغسطس 1963                       | 14 فبراير 1991       |
|             | يونسكو                                    | 11 نوفمبر 1960                      | 1 نوفمبر 1962        |
|             | وكالة ضمان الاستثمار متعدد الأطراف        | 8 سبتمبر 2000                       | 21 يناير 1999        |
|             | الأمم المتحدة                             | 20 سبتمبر 1960                      | 27 أكتوبر 1961       |
|             | الفريق المعني برصد الأرض                  | ?                                   | ?                    |
|             | الاتحاد البريدي العالمي                   | ?                                   | ?                    |
|             | البنك الدولي للإنشاء والتعمير             | 10 يوليو 1963                       | 14 فبراير 1991       |
|             | الاتحاد الدولي للاتصالات                  | 2 ديسمبر 1960                       | 27 أغسطس 1964        |
|             | منظمة حظر الأسلحة الكيميائية              | ?                                   | ?                    |
|             | مؤسسة التمويل الدولية                     | 1 أبريل 1991                        | 14 فبراير 1991       |
|             | المركز الدولي لتسوية المنازعات الاستشارية | 14 أكتوبر 1966                      | 14 يوليو 1991        |
|             | منظمة التجارة العالمية                    | ?                                   | ?                    |
|             | منظمة الشرطة الجنائية الدولية             | ?                                   | ?                    |

## وصلات خارجية
- موقع وزارة الخارجية المنغولية